# Ratpenat frugívor cuallarg
El ratpenat frugívor cuallarg (Notopteris macdonaldi) és una espècie de ratpenat que es troba a Fiji, Nova Caledònia i Vanuatu.
Està amenaçat per la pèrdua del seu hàbitat natural.